# Mochovce
Mochovce è un villaggio della Slovacchia occidentale, situato nella Regione di Nitra nelle vicinanze di Levice. Presso il villaggio si trova la Centrale nucleare di Mochovce.